# Eignungsübung
Zu einer Eignungsübung der Bundeswehr kann in Deutschland einberufen werden, wer als Quereinsteiger die für einen höheren Dienstgrad erforderliche militärische Eignung durch Lebens- und Berufserfahrung außerhalb der Bundeswehr erworben hat.

## Zweck
Die Eignungsübung hat in etwa die Aufgabe einer zivilberuflichen Probezeit. Dabei soll der Dienstherr einerseits die Eignung des Eignungsübenden für seine vorgesehene Verwendung feststellen können; andererseits soll der Eignungsübende beurteilen, ob der militärische Dienst im Allgemeinen und seine Verwendung im Speziellen seinen Vorstellungen entspricht. Nach der Eignungsübung kann der Bewerber zum Soldaten auf Zeit ernannt werden. Auch eine direkte Ernennung zum Berufssoldaten wäre nach § 87 Abs. 2 SG möglich, wird aber durch § 28 Soldatenlaufbahnverordnung (SLV) zumindest für die Laufbahnen des Truppendienstes eingeschränkt. Das Institut der Eignungsübung besteht seit Gründung der Bundeswehr. Durch den geplanten Aufwuchs der Bundeswehr im Rahmen der „Trendwende Personal“ und angesichts des Fachkräftemangels in Deutschland kommt der Gewinnung von Seiteneinsteigern durch Eignungsübungen eine besondere Bedeutung zu.

## Dauer
Die Einberufung erfolgt aufgrund freiwilliger Verpflichtung für die Dauer von vier Monaten. Der Bewerber kann die Eignungsübung freiwillig fortsetzen. Der Eignungsübende kann mit dem 15. oder Letzten eines jeden Monats entlassen werden. Die Entlassungsverfügung ist ihm wenigstens zwei Wochen vor dem Entlassungstag bekannt zu geben. Auf seinen Antrag muss er jederzeit entlassen werden. (§ 87 Abs. 1 S. 2–4 SG)

## Arbeitsplatzschutz
Eignungsübende stehen unter dem Schutz des Eignungsübungsgesetzes. Sollten sie vor der Eignungsübung in einem Arbeitsverhältnis gestanden haben, ruht dieses während der Eignungsübung. Folgt auf die Eignungsübung keine Übernahme als Soldat auf Zeit oder Berufssoldat, kann der Eignungsübende in sein bestehendes Arbeitsverhältnis zurückkehren. Dies soll auch den Wechsel in die Streitkräfte erleichtern. Die bis 2012 für die Ernennung zum Soldaten auf Zeit geltende Altersgrenze von 40 Jahren fand auf Eignungsübende keine Anwendung. (§ 87 SG a. F.)

## Dienstrecht
Der Eignungsübende hat grundsätzlich die Rechtsstellung eines Soldaten auf Zeit mit dem Dienstgrad, für den er nach erfolgreicher Ableistung der Eignungsübung vorgesehen ist. Rechtsgrundlage ist § 87 Soldatengesetz (SG) „Einstellung anderer Bewerber“.
Offizierbewerbern kann schriftlich zugesichert werden, dass ihr Dienstverhältnis drei Jahre nach ihrer Einstellung in das Dienstverhältnis eines Berufssoldaten umgewandelt wird, wenn der Bewerber sich im Anschluss an die Eignungsübung mindestens zwei Jahre in Verwendungen bewährt, für die sie oder er als Offizier eingestellt wird, und zum Zeitpunkt der Umwandlung keine Erkenntnisse vorliegen, wonach der Bewerber sich nicht zum Berufssoldaten eignet. (§ 27 Abs. 1 SLV)
Beihilfe wird Eignungsübenden nicht gewährt, es sei denn, sie wären im öffentlichen Dienst beihilfeberechtigt. (§ 31 Abs. 5 Nr. 1 SG) Allerdings steht ihnen Heilfürsorge in Form von unentgeltlicher truppenärztlicher Versorgung zu. (§ 69a Abs. 1 Bundesbesoldungsgesetz (BBesG)) Werden Eignungsübende nach der Eignungsübung in das Dienstverhältnis eines Berufssoldaten oder Soldaten auf Zeit berufen, sind auch die während der Eignungsübung entstandenen Aufwendungen beihilfefähig. (§ 31 Abs. 7 SG)
Wer mindestens mit dem Dienstgrad Major eingestellt wurde, kann bei der Disziplinarmaßnahme einer Dienstgradherabsetzung höchstens bis zum Major herabgesetzt werden. (§ 26 Abs. 3 SLV i. V. m. § 62 Abs. 1 Wehrdisziplinarordnung (WDO)).

## Einstellung mit höherem Dienstgrad

### Unteroffiziere
Für die Einstellung als Soldat auf Zeit in der Laufbahngruppe der Unteroffiziere in den Laufbahnen der Fachunteroffiziere mit höherem Dienstgrad (Unteroffizier oder Stabsunteroffizier) ist die Ableistung einer Eignungsübung sowie eine Mindestverpflichtungszeit von drei Jahren Voraussetzung. (§ 13 Abs. 2 Soldatenlaufbahnverordnung (SLV))
Auch in der Laufbahn der Feldwebel des allgemeinen Fachdienstes finden Eignungsübungen statt.

### Offiziere des Truppen- und Geoinformationsdienstes
Für militärfachliche Verwendungen in der Laufbahn der Offiziere des Truppendienstes (nicht zu verwechseln der Laufbahn der Offiziere des militärfachlichen Dienstes) sowie in der Laufbahn der Offiziere des Geoinformationsdienstes (§ 38 SLV) muss neben den für Fachunteroffiziere geltenden Voraussetzungen ein Bachelor- oder gleichwertiger Hochschulabschluss in der für die Verwendung erforderlichen Fachrichtung vorliegen. (§ 26 Abs. 1 Nr. 3 SLV) Die Regeleinstellungsdienstgrad ist Oberleutnant. (§ 26 Abs. 2 S. 1 SLV) Als Hauptmann kann eingestellt werden, wer die besondere Eignung für die dem höheren Dienstgrad entsprechende Verwendung nach dem Erwerb des Hochschulabschlusses durch eine hauptberufliche Tätigkeit von mindestens zwei Jahren erworben hat, die nach Fachrichtung und Schwierigkeit der Tätigkeit einer Verwendung dieses Dienstgrades entspricht, oder ein der jeweiligen Verwendung entsprechendes Hochschulstudium mit einem Master oder mit einem gleichwertigen Abschluss abgeschlossen hat. (§ 26 Abs. 2 S. 2 Nr. 1 SLV)
Als Soldat auf Zeit im Dienstgrad Major kann eingestellt werden, wer ein der jeweiligen Verwendung entsprechendes Hochschulstudium mit einem Master oder mit einem gleichwertigen Abschluss abgeschlossen hat und die besondere Eignung für den höheren Dienstgrad nach dem Erwerb des Abschlusses durch eine hauptberufliche Tätigkeit von mindestens zwei Jahren und sechs Monaten erworben hat, die nach Fachrichtung und Schwierigkeit der Tätigkeit einer Verwendung dieses Dienstgrades entspricht. (§ 26 Abs. 2 S. 2 Nr. 2 SLV) Diese Regelung ist vergleichbar mit der Anerkennung der Laufbahnbefähigung für den höheren Dienst nach (§ 21 Abs. 1 Nr. 2 Bundeslaufbahnverordnung (BLV)), wobei die mit der Neufassung der BLV im Jahr 2009 vollzogene Streichung der Bedingung, dass die hauptberufliche Tätigkeit nach dem Abschluss erfolgen muss, in der SLV nicht nachvollzogen wurde. Das Einstiegsamt des höheren Dienstes ist wie der Major in die Besoldungsgruppe A 13 eingruppiert. Als Major kann auch eingestellt werden, wer die Befähigung zum Richteramt hat, die Befähigung für eine Laufbahn des höheren Dienstes des Bundes erlangt hat oder den Grad eines Doktoringenieurs oder Doktors der Naturwissenschaften erworben hat.
Als Soldat auf Zeit im Dienstgrad Oberstleutnant kann ferner eingestellt werden, wer neben den für einen Major geltenden Voraussetzungen über die darüber hinausgehende Eignung durch eine diesem Dienstgrad entsprechende Tätigkeit von mindestens drei weiteren Jahren erworben hat (§ 26 Abs. 2 S. 2 Nr. 3 SLV) und als Oberst, wer neben den für einen Oberstleutnant geltenden Voraussetzungen die darüber hinausgehende Eignung durch eine diesem Dienstgrad entsprechende Tätigkeit von mindestens drei weiteren Jahren erworben hat. (§ 26 Abs. 2 S. 2 Nr. 4 SLV)
Wer bestimmte nautische Befähigungen, Fluglizenzen oder eine Fluglotsenlizenz besitzt, kann, ohne eine Hochschulausbildung zu besitzen, nach Ableistung einer Eignungsübung mit höherem Dienstgrad eingestellt werden. (§ 28 SLV)

### Sanitätsoffiziere
Für die Laufbahn der Offiziere des Sanitätsdienstes kann mit höherem Dienstgrad eingestellt werden, wer nach erfolgreicher Ableistung einer Eignungsübung sich für mindestens ein Jahr zum Dienst in der Bundeswehr verpflichtet und die Approbation Arzt, Zahnarzt, Tierarzt oder Apotheker besitzt. (§ 32 Abs. 1 SLV) Die Laufbahn beginnt mit dem Dienstgrad Stabsarzt oder entsprechend. Wer Facharzt, -zahnarzt, -tierarzt oder -apotheker ist oder mindestens zwei Jahre hauptberuflich Amtstierarzt war, kann mit dem Dienstgrad Oberstabsarzt oder entsprechend eingestellt werden. (§ 32 Abs. 3 SLV)

### Offiziere des Militärmusikdienstes
Für die Laufbahn der Offiziere des Militärmusikdienstes kann eingestellt werden, wer sich nach erfolgreicher Ableistung einer Eignungsübung für mindestens drei Jahre zum Dienst in der Bundeswehr verpflichtet und ein Studium an einer Hochschule für Musik (oder entsprechend) mit dem Examen als Kapellmeister (oder gleichwertig) abgeschlossen hat. (§ 37 Abs. 1 SLV)